# Машкі-к-Войцехова
Машкі-к-Войцехова (пол. Maszki k. Wojciechowa) — село в Польщі, у гміні Войцехув Люблінського повіту Люблінського воєводства. Населення — 175 осіб (2011).

## Демографія
Демографічна структура станом на 31 березня 2011 року:
|          | Загалом | Допрацездатний вік | Працездатний вік | Постпрацездатний вік |
| -------- | ------- | ------------------ | ---------------- | -------------------- |
| Чоловіки | 79      | 16                 | 52               | 11                   |
| Жінки    | 96      | 20                 | 44               | 32                   |
| Разом    | 175     | 36                 | 96               | 43                   |